# يوليوس بوشينجر
يوليوس بوشينجر (بالفرنسية: Julius Bauschinger)‏ (28 يناير 1860 – 21 يناير 1934) عالم فلك ألماني.

## سيرته
ولد يوليوس بوشينجر في فورث لأب فيزيائي يدعى يوهان بوشينجر. درس يوليوس في جامعات ميونخ وبرلين، وقد أشرف هوجو هانز فون سيليجر على أطروحته للدكتوراه التي عنوانها «دراسات على حركة كوكب عطارد» (1884). وفي سنة 1882 م، كان عضوًا في البعثة الألمانية إلى هارتفورد، كونيتيكت، وذلك لمراقبة عبور الزهرة.
ومنذ سنة 1883 م، عمل بوشينجر كمساعد وراصد في مرصد ميونخ، وفي سنة 1896 م اختير مديرًا لمعهد الحساب الفلكي، وأستاذًا لعلم الفلك النظري في برلين وهو المنصب الذي ظل يشغله حتى سنة 1909 م، حين انتقل إلى وظيفة مدير مرصد ستراسبورغ.
كان بوشينجر مشرفًا على أطروحة دكتوراه ألفريد فيجنر في علم الفلك سنة 1905 م. ومن سنة 1920 إلى 1930 م، عمل بوشينجر مديرًا لمرصد ليبزيغ. وفي سنة 1934 م، توفي بوشينجر في ميونخ، وقد تم تخليد ذكراه بإطلاق اسمه على كويكب «2306 بوشينجر» المكتشف سنة 1939 م.